# Dryadaula heindeli
Dryadaula heindeli (boszwammot) is een vlinder uit de familie Dryadaulidae. De wetenschappelijke naam van deze soort is voor het eerst voorgesteld  door Reinhard Gaedike en Axel Scholz in een publicatie uit 1998.

## Verspreiding
De soort komt voor in Noorwegen, Nederland, België, Duitsland, Frankrijk, Zwitserland, Portugal, Spanje en Italië. In Nederland is de boszwammot zeldzaam.

## Biologie
De boszwammot leeft in het Eiken-haagbeukenbos (Stellario-Carpinetum). De rups leeft sympatrisch met Nemapogon cloacella en Nemapogon granella op de vruchtlichamen van de grijze buisjeszwam (Bjerkandera adusta) op de stammen van omgewaaide haagbeuken.